# E-handelsværktøj
Et e-handelsværktøj hjælper e-handelsvirksomheder(eksempelvis webshops) med at udføre opgaver på bestemte måder. Ofte opbygget fra bunden som enten en SaaS (Software as a Service), PaaS (Platform as a Service) eller IaaS (Infrastructure as a Service) - Med hver deres fordele, alt efter de tiltænkte formål og funktioner.
E-handelsværktøjer bruges oftest til at optimere digitale virksomheders virke. Ofte er grundstenen i en e-handelsvirksomhed den data (information) de råder over. Data i form af produkt-data, kunde-data, eller lignende. Som e-handelsvirksomhed har man behov for at kunne overføre eller anvende denne slags data til enten salg, marketing eller andet. Det er ofte her et e-handelsværktøj bliver brugt. Nogle værktøjer specialiserer sig i at overskue og strukturere produkt data, eksempelvis en PIM (Product Management System). Det betyder at der i denne slags e-handelsværktøj er fokus på at man hurtigere kan oprette nye produkter (til formål at sælge i en webshop) eller at kunne dele produkt-data imellem forskellige programmer/software. Alternativet kan være at man manuelt skal copy/paste sin data fra ét sted til et andet, eksempler på produktdata: dimensioner, vægt, farve, og andre egenskaber/attributter, der både skal optræde på en kvittering, på produktsiden (på webshoppen), i kataloger, salgsmateriale mm.

## Produkt-data
Produkt-data bruges eksempelvis til: 
- Salgskataloger
- Marketingmateriale
- Annoncer på google/bing/facebook
- Webshops
- Og meget mere.

For at fortsætte eksemplet om produkt information, så kan et E-handelsværktøj tilbyde at kunne flytte information (data) til og fra de forskellige kontekster listet ovenfor. Alternativet kan være at man manuelt skal indsætte denne information. Dette kan være tidskrævende.

## Andre eksempler
Andre eksempler hvor E-handelsværktøjer kan hjælpe med at automatisere arbejdsgange indenfor er:
- Fragt-booking
- Bogføring
- SoMe
- Marketing
- Produktberigelse